# Biblioteca Museo Víctor Balaguer
La Biblioteca Museo Víctor Balaguer está situada en Villanueva y Geltrú, Barcelona, España. Fue fundada en 1884 por Víctor Balaguer, en señal de agradecimiento a la ciudad por el apoyo recibido en su carrera política. Desde el año 2000 el museo es sección del Museo Nacional de Arte de Cataluña y la biblioteca sección de la Biblioteca de Cataluña.
En 2016, el museo fue declarado Museo de Interés Nacional por la Generalidad. El hecho de que sea un museo de Interés Nacional deja sin efectos su anterior declaración como sección del Museo Nacional de Arte de Cataluña, ya que los museos de interés nacional tienen un valor especial para el patrimonio cultural de Cataluña y tienen un prestigio más elevado, nacional e internacional.

## Edificio

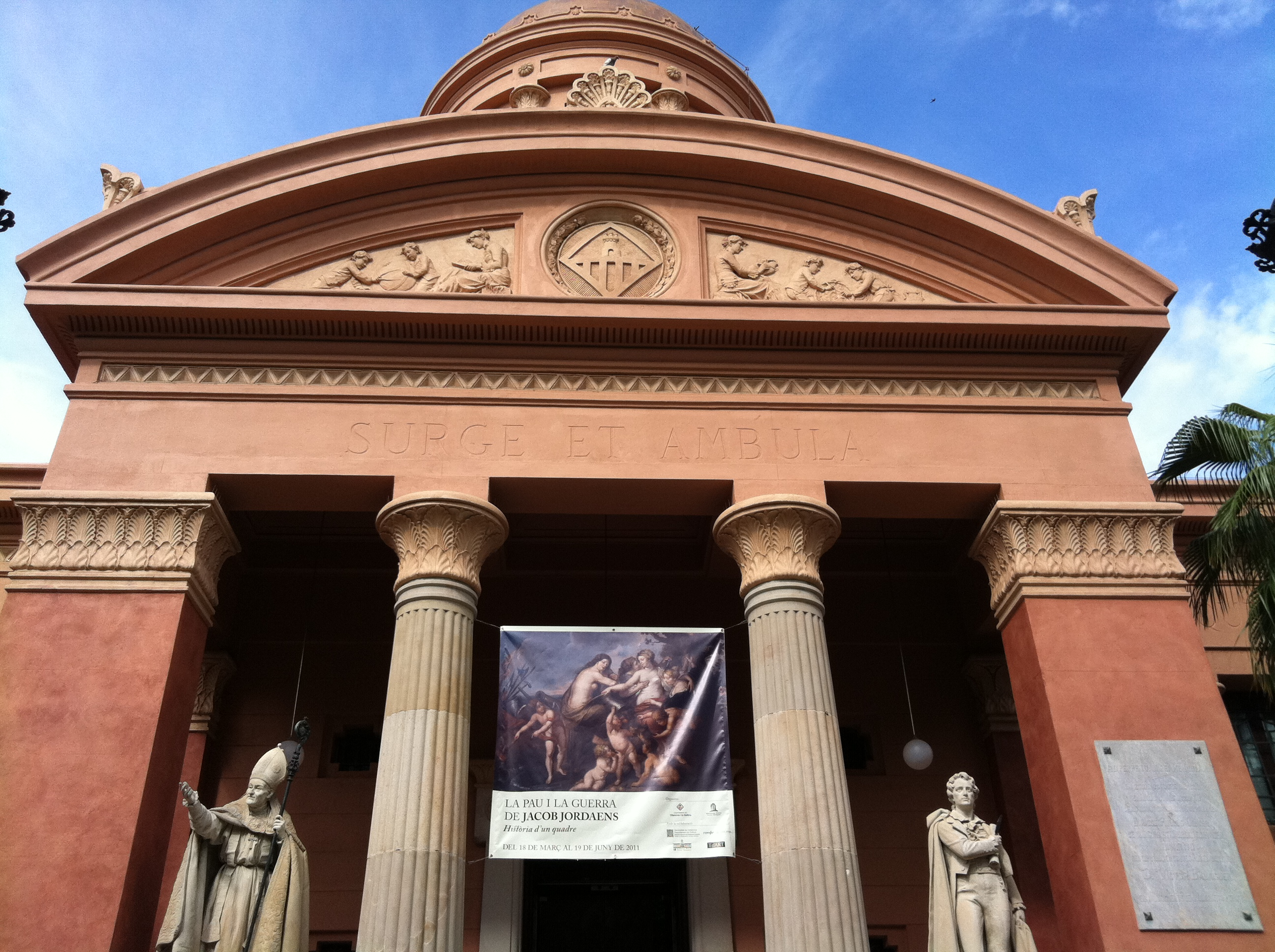
Entrada al edificio principal, con las escaleras flanqueadas por las esculturas del arzobispo Francisco Armañá y el poeta Manuel de Cabanyes, y la inscripción Surge et Ambula

El edificio, construido entre los años 1882 y 1884, es obra del arquitecto Jeroni Granell y se encuentra en el centro de la localidad, rodeado entre otros por la estación ferroviaria, la Escuela Politécnica Superior de Ingeniería de Villanueva y Geltrú de la UPC, y la biblioteca de esta misma universidad. Fue concebido expresamente para albergar una biblioteca y museo, cosa nada habitual en la época. El edificio tiene forma de templo, con decoraciones neoegípcias y neogriegas, propias de la arquitectura ecléctica de finales del siglo XIX, justo antes de llegar el Modernismo.
En la fachada del edificio se encuentran las esculturas del arzobispo Francisco Armañá (obra de Manuel Fuxá) y el poeta Manuel de Cabanyes (obra de Josep Campeny), que fueron destacados vilanovines de los siglos XVIII y XIX. Sobre la entrada se puede leer el lema Surge et ambula (Levántate y anda).
Destaca también el jardín decimonónico que rodea el edificio, donde se encuentra la llamada Casa de Santa Teresa, residencia de Víctor Balaguer durante sus estancias en Villanueva.

## La biblioteca

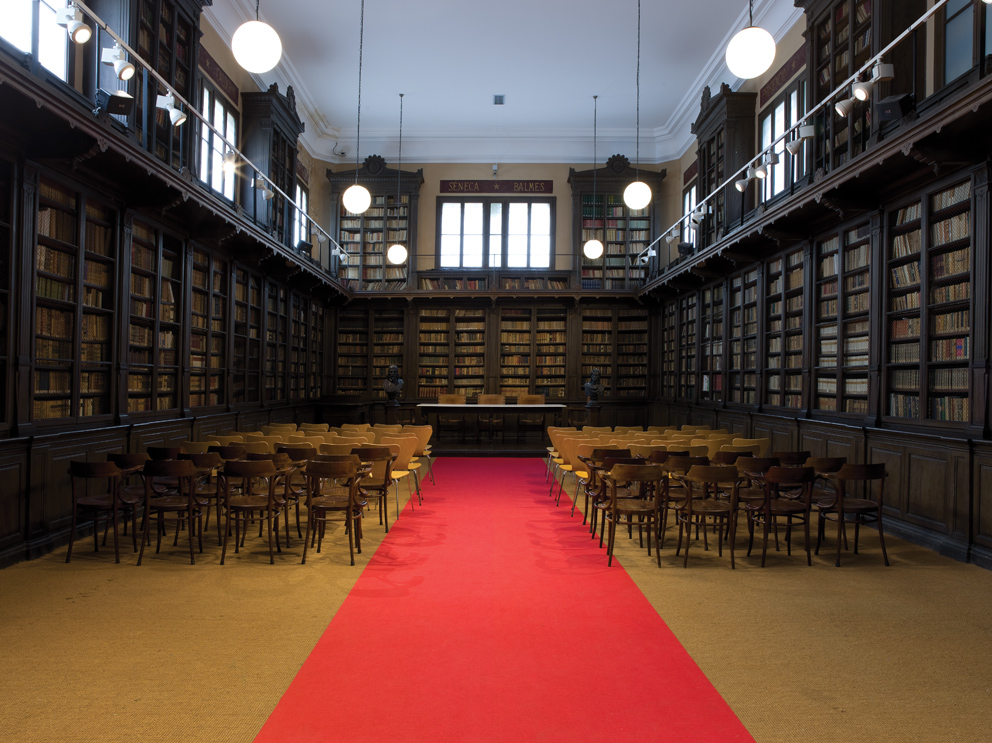
Sala de la biblioteca.

Concebida con la intención de dar a conocer, mediante objetos y documentos de todo tipo, la totalidad del saber, su fundador aporta libros, revistas y documentos de todo tipo. La intención del fundador era que fuera abierta a cualquier ciudadano, “sin exclusión de tipo económico ni social”, antecediendo las primeras bibliotecas públicas catalanas.
La clasificación de los fondos y su disposición respondieron a un cuidadoso estudio del bibliotecario e impresor Joan Oliva i Milà, que estudió otras bibliotecas europeas para ver qué organización podría ser la mejor en el nuevo centro. Destacaba, en su momento, una gran mesa donde el lector tenía a su disposición periódicos y revistas de procedencias diferentes, lo que le permitía estar permanentemente informado de la actualidad.
Actualmente reúne unos 50 000 libros y casi 2000 títulos de publicaciones periódicas de entre los siglos XVIII y XX. Además de todo esto, hay que tener en cuenta la recopilación de unas 50 000 cartas y de varios manuscritos literarios y políticos de Víctor Balaguer. Todo ello la convierte en una de las colecciones bibliográficas del siglo XIX más ricas de Cataluña.
También dispone de documentos, archivos personales o artísticos de personalidades como de Enric Cristòfor Ricart, Joan Alemany i Moya y Eduard Toldrà, así como el fondo personal bibliográfico de Juan Rius Vila, José Cruset o el gastronómico de J.E.Roig Santacana, entre otros.

## Las colecciones del museo
Como los antiguos coleccionistas del siglo XIX, la colección se encuentra subdividida en diferentes subcolecciones, debido al interés pluridisciplinar de Balaguer. A pesar de que el grueso de la colección fue donado por el propio Balaguer, con los años el museo ha ido incorporando y enriqueciendo sus colecciones con diversas adquisiciones y donaciones. Actualmente (2023) el fondo artístico del museo está formado por más de 10500 objetos diferentes, entre los que destaca claramente la colección de pintura y escultura del siglo XIX. Es necesario destacar que desde el año de fundación del museo, el Museo del Prado tiene depositadas diversas obras, que se van renovando periódicamente. Muy a menudo este depósito está formado por pintura castellana, valenciana y andaluza de entre los siglos XVI y XVIII, añadiéndole obras de artistas de renombre como El Greco, Goya o Ribera, entre otros.
El museo también conserva la colección municipal de pintura catalana del siglo XIX, que hasta 1996 se había expuesto en el Castillo de la Geltrú.

### 1.La pinacoteca

#### Pintura y escultura delsigloXIX
La pinacoteca comprende una de las mejores colecciones de pintura catalana de los siglos XIX y XX, con obras de Santiago Rusiñol, Ramón Casas, Joaquín Vayreda, Ramón Martí Alsina, Pau Carbonell y Dionisio Baixeras, entre otros, mostrando básicamente la colección original del fundador y cuadros donados al museo por los propios artistas. Las obras se encuentran expuestas en orden cronológico para evocar la influencia de la escuela de Roma sobre el arte catalán del siglo XIX. En la sala también se encuentra expuesto el cuadro La defensa del parque de Monteleón de Sorolla, conocida popularmente como El dos de mayo, propiedad del Museo del Prado.

#### Pintura barroca
En la llamada Sala Prado se puede ver un importante conjunto de pintura barroca, procedente del depósito del Museo del Prado. Con obras como La Sagrada Familia de El Greco y pinturas de Luca Giordano, Murillo, Rubens, José de Ribera, Goya, etc.
Están representadas la escuela catalana y la andaluza y, en menor medida, la flamenca y la italiana. Las pinturas se encuentran distribuidas en cuatro grandes ámbitos temáticos: la pintura religiosa, el retrato, la mitología y la naturaleza, que también incluye las naturalezas muertas.

#### Pintura y escultura del siglo XX
En las salas de la segunda planta podemos encontrar pinturas y esculturas de los principales artistas de la primera mitad del siglo XX como Santiago Rusiñol, Ramón Casas, Anglada Camarasa, Joaquim Mir, Isidre Nonell, Francesc Domingo o Xavier Nogués, entre otros. Muchas de estas pinturas son obras de pequeño formato, que llegaron a la Institución en 1956, año que da nombre a la colección Legado 56.
Relacionado con la historia local hay una cala con pinturas del antiguo Café Fomento y un breve apartado de la Escuela de Villanueva.
También se expone en esta planta la colección de arte contemporáneo de las décadas de 1950 y 1960, con cuadros de Ràfols Casamada, Hernández Pijuan, Tharrats, Josep Guinovart, Antonio Saura… y esculturas de Àngel Ferrant y Andreu Alfaro, entre otros. La mayor parte de las obras de esta colección proviene de fondos del primer Museo de Arte Contemporáneo de Barcelona, fundado el año 1960, y que fue cedido a la Biblioteca Museo cuatro años después de su cierre en 1963. Se impedía de ese modo la dispersión de este importante conjunto, considerado como la colección de arte informalista más completa de Cataluña.
El Museo dispone también de una sala de exposiciones temporales.

### Colección egipcia
La colección dispone de una sala egipcia donde se pueden encontrar objetos auténticos de la época de la Antiguo Egipto. Destaca por su singularidad, la pequeña momia de un niño de cinco años, llamada Nesi, una de las cinco únicas momias que se conservan actualmente en museos catalanes. La colección egipcia es la primera que se formó en Cataluña, y fue donada el año 1886 por Eduardo Toda, diplomático y escritor, y estrecho colaborador con Víctor Balaguer en el movimiento de la Renaixença.
Algunas de las piezas del conjunto proceden de la tumba de Sennedyem en Deir el Medina (Tebas Oeste), en cuyo descubrimiento participó Eduard Toda.

### Colección precolombina
La colección precolombina reúne objetos procedentes de las zonas más significativas de Mesoamérica, especialmente de la meseta de México, América Central y América del Sur. Muchas piezas de la colección fueron donadas al Museo por diplomáticos y personajes ilustres que viajaron a la zona y que, en algunos casos, participaron en excavaciones arqueológicas. Una de las personas que contribuyó a agrandar este fondo fue la Baronesa de Wilson, Emilia Serrano (1834-1922). La presencia en Cataluña de objetos procedentes de las culturas precolombinas se inició en el siglo XIX, cuando marineros y comerciantes, conocidos como indianos, al volver a casa, llevaban las curiosidades recogidas o compradas en Las Américas.

### Colección filipina
La colección está formada por objetos de uso cotidiano, bélico y objetos de culto religioso, procedentes de las exposiciones internacionales, como el Certamen de Ciencias Antropológicas de París de 1878 o la Exposición General de Filipinas en el Palacio de Cristal del Retiro de Madrid, de 1887.

### Colección oriental
La colección oriental se configura a partir de tres grandes donaciones: Eduard Toda, Francesc Abellá y Juan Mencarini. Todos ellos personajes favorecidos por su relación con Víctor Balaguer. Del conjunto de esta colección singular, se destaca el fondo numismático donado en 1888 por Juan Mencarini formado por su compra directa en China y que tiene representadas casi todas las dinastías del pasado imperial chino.

### Colección arqueológica
La colección arqueológica está formada por dos grandes bloques. Las donaciones fundacionales procedentes de diferentes sitios del planeta y las entradas por excavaciones en el territorio, sobre todo en las comarcas del Garraf, el Alto Panadés y el Bajo Panadés. Los principales yacimientos representados son Darró, Solicrup, Masía Nueva, Cueva Verde y la Cueva de Can Sadurní.
Dentro del bloque correspondiente a las donaciones fundacionales, podemos distinguir dos grupos: 1) donaciones en vida de Víctor Balaguer, 2) donaciones post balaguerianas, hasta el 1939.
En cuanto al de las excavaciones, tenemos que diferenciar: 1) excavaciones fundacionales, hasta el 1939, 2) excavaciones realizadas por el Centro de estudios de la Biblioteca Museu Víctor Balaguer (1951-1982), excavaciones depositadas en el Museo Balaguer, hasta la fecha.

### Colección de artes decorativas
Esta colección es un conjunto de otras pequeñas colecciones (cristal, cerámica y metal) que dan una imagen más redondeada de la pasión por el coleccionismo de Víctor Balaguer. Muestras pequeñas pero lúcidas que disponen de objetos excepcionales como un mortero mozárabe del siglo XII.

### 3. Exposiciones temporales
El museo organiza exposiciones temporales regularmente siguiendo tres líneas de producción:
1. Artistas representados a la colección
2. Recuperación de artistas locales
3. Temáticas sobre el fondo artístico propio

En los últimos años se han dedicado exposiciones a temas tan diversos como la pintura histórica, Josep Guinovart, gravados de Enric Cristòfol Ricart, Francesc Domingo, grabados de Goya, Manuel de Cabanyes, Damià Torrents, Manolo Hugué, Jordi Sabater Pi, Joaquim Mir, Rafael Sala o sobre la historia de la propia institución.
| Año  | Título                                                              | Inicio     | Fin        | Ref.   |
| ---- | ------------------------------------------------------------------- | ---------- | ---------- | ------ |
| 2006 | Joaquim Mir en Villanueva                                           | 14/12/2006 | 01/04/2007 | [ 10 ] |
| 2008 | Damià Torrents 1883-1965. Memoria de un escultor                    | 08/05/2008 | 14/09/2008 | [ 11 ] |
| 2009 | El mundo desde una baldosa                                          | 05/02/2009 | 12/04/2009 | [ 12 ] |
| 2009 | El plasticismo espiritual de Francesc Domingo                       | 22/04/2009 | 28/06/2009 | [ 13 ] |
| 2009 | 300 años de Gigantes en Villanueva y Geltrú                         | 18/07/2009 | 01/08/2009 | [ 14 ] |
| 2009 | Surge et Ambula. 125 años de Biblioteca Museo                       | 25/10/2009 | 29/03/2010 | [ 15 ] |
| 2010 | Guinovart. Obra gràfica, de la plancha al papel                     | 26/10/2010 | 09/01/2011 | [ 16 ] |
| 2011 | Cardona Torrandell. Trayectorias, Legado Cardona-Zarzoso            | 30/06/2011 | 25/09/2011 | [ 17 ] |
| 2011 | Xavier Nogués en las colecciones del Museo Víctor Balaguer          | 17/11/2011 | 04/03/2012 | [ 18 ] |
| 2012 | Del Realismo al Novecentismo                                        | 08/11/2012 | 20/01/2013 | [ 19 ] |
| 2013 | La imagen del héroe en la escultura catalana (1800-1850)            | 31/05/2013 | 15/09/2013 | [ 20 ] |
| 2013 | Vestidos de fuego                                                   | 30/07/2013 | 01/09/2013 | [ 21 ] |
| 2013 | Miradas en la colección. Mujeres                                    | 31/10/2013 | 30/03/2014 | [ 22 ] |
| 2014 | Pau Roig Estradé                                                    | 15/05/2014 | 31/08/2014 | [ 23 ] |
| 2014 | Pintura de historia                                                 | 24/10/2014 | 01/02/2015 | [ 24 ] |
| 2015 | Los muebles de Don Víctor                                           | 16/05/2015 | 28/06/2015 | [ 25 ] |
| 2015 | 1960-1963: El Museo de Arte Contemporáneo. Testimonio de una época. | 16/07/2015 | 28/02/2016 | [ 26 ] |
| 2016 | Llaverias i el mar                                                  | 18/05/2016 | 25/09/2016 | [ 27 ] |
| 2016 | Atles Molas. Orden y disyunciones en las vanguardias.               | 20/102016  | 15/01/2017 | [ 28 ] |
| 2017 | Rompiendo los límites (Guinovart)                                   | 15/06/2017 | 17/09/2017 | [ 29 ] |
| 2018 | La captura del instante. Homenaje a Alexandre de Cabanyes           | 25/02/2018 | 01/07/2018 | [ 30 ] |
| 2018 | Los vestidos de diables de Enric C. Ricart                          | 15/06/2018 | 16/09/2018 | [ 31 ] |
| 2019 | La presencia del Prado. Episodios de una historia.                  | 14/12/2018 | 17/11/2019 | [ 32 ] |

## Servicio educativo
La Biblioteca Museo Víctor Balaguer cuenta con diferentes propuestas educativas para escuelas e institutos, así como para público individual que visita el museo, y que forma parte de su programación habitual.

### Programa de actividades escolares

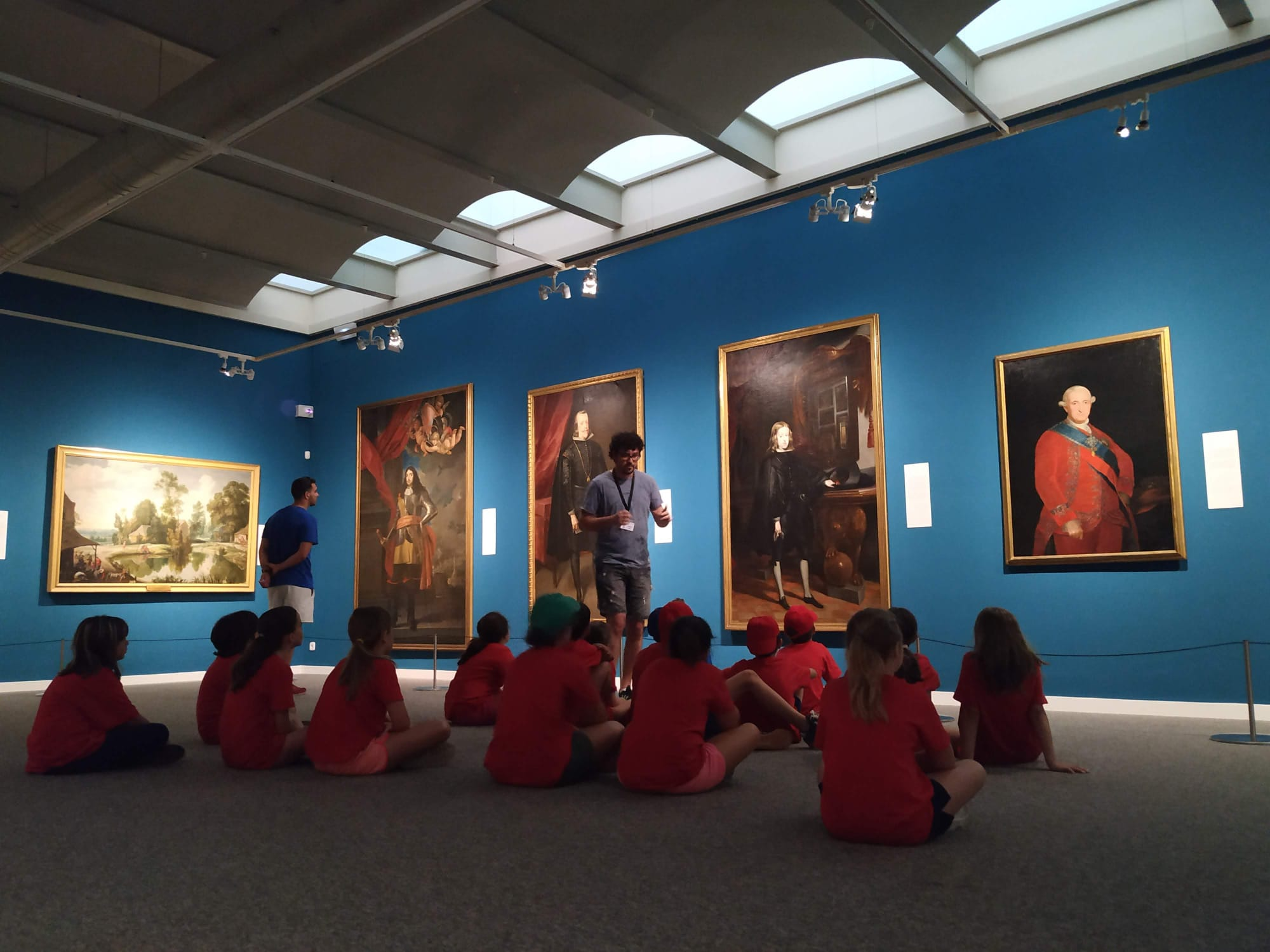
Actividad en el Museo Balaguer

Se ofrecen diferentes actividades dirigidas a todos los niveles educativos (infantil, primaria, secundaria y estudios superiores) que permiten conocer las colecciones del museo a través de visitas dinamizadas, juegos y talleres. El programa escolar se actualiza cada año y es consultable a través de la página web del museo.

### Actividades en el Museo
La programación mensual de actividades para niños/as y adultos/as marca la agenda del museo cada temporada. Visitas y talleres familiares, recorridos temáticos y las visitas comentadas a las colecciones del museo son las más habituales.

## Publicaciones
La Biblioteca Museu Víctor Balaguer ha promomovido diferentes publicacionse en serie desde su fundación. La más destacada es su boletín, pero a lo largo de su historia ha habido tres:

#### Boletín de la Biblioteca
El Boletín de la Biblioteca Museo Balaguer (ISSN 0212-6168) es una publicación anual de carácter divulgativo editada por la Asociación de Amigos de la Biblioteca Museo Víctor Balaguer, que recoge información relacionada con el fondo bibliográfico y artístico de la institución balagueriana. Es el sitio de comunicación de la investigación vinculada a la biblioteca y de las actividades realizadas durante todo el año anterior por la institución. Está disponible en el raco.cat.
El Diari de Vilanova: Diario fundado en 1850 y que durante un año (1886) fue comprado por la junta de patrones para difundir las actividades del museo y el ideario de Balaguer.
Pro Patria: Revista publicada entre 1893 y 1895.
Catálogos del museo: Editados con motivo de las exposiciones temporales.

## Premios y reconocimientos
- 1885 - Gran Premio de Honor de la Sociedad de Escritores y Artistas Castellanos.
- 2013 - Premio de la Asociación de Museólogos de Cataluña (categoría de Exposiciones, experiencias y actividades)
- 2019 - El Museo Víctor Balaguer es declarado Museo de Interés Nacional por la Generalidad[37]

## El museo en línea
- Web oficial de la Biblioteca Museo Víctor Balaguer[38]
- Web de los Museos en Línea[39]
- Web del VisitMuseum[40]
- El Museo Víctor Balaguer en el Google Arts Project[41]